# Agrias aloisi
Agrias aloisi är en fjärilsart som beskrevs av Le Moult 1925. Agrias aloisi ingår i släktet Agrias och familjen praktfjärilar. Inga underarter finns listade i Catalogue of Life.